# Pointillism

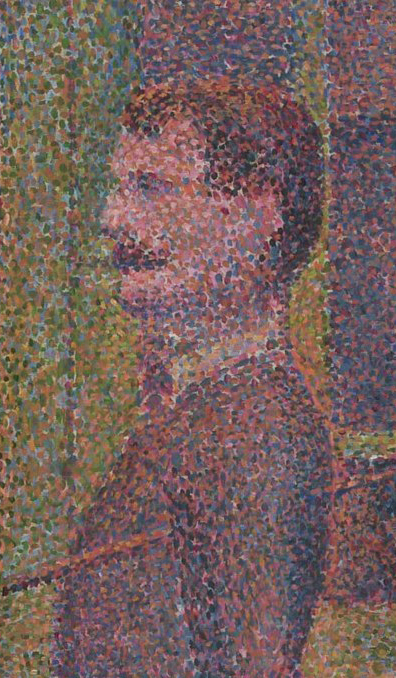
Pointillism – detalj av målningen ”La Parade” av Georges Seurat (1889).

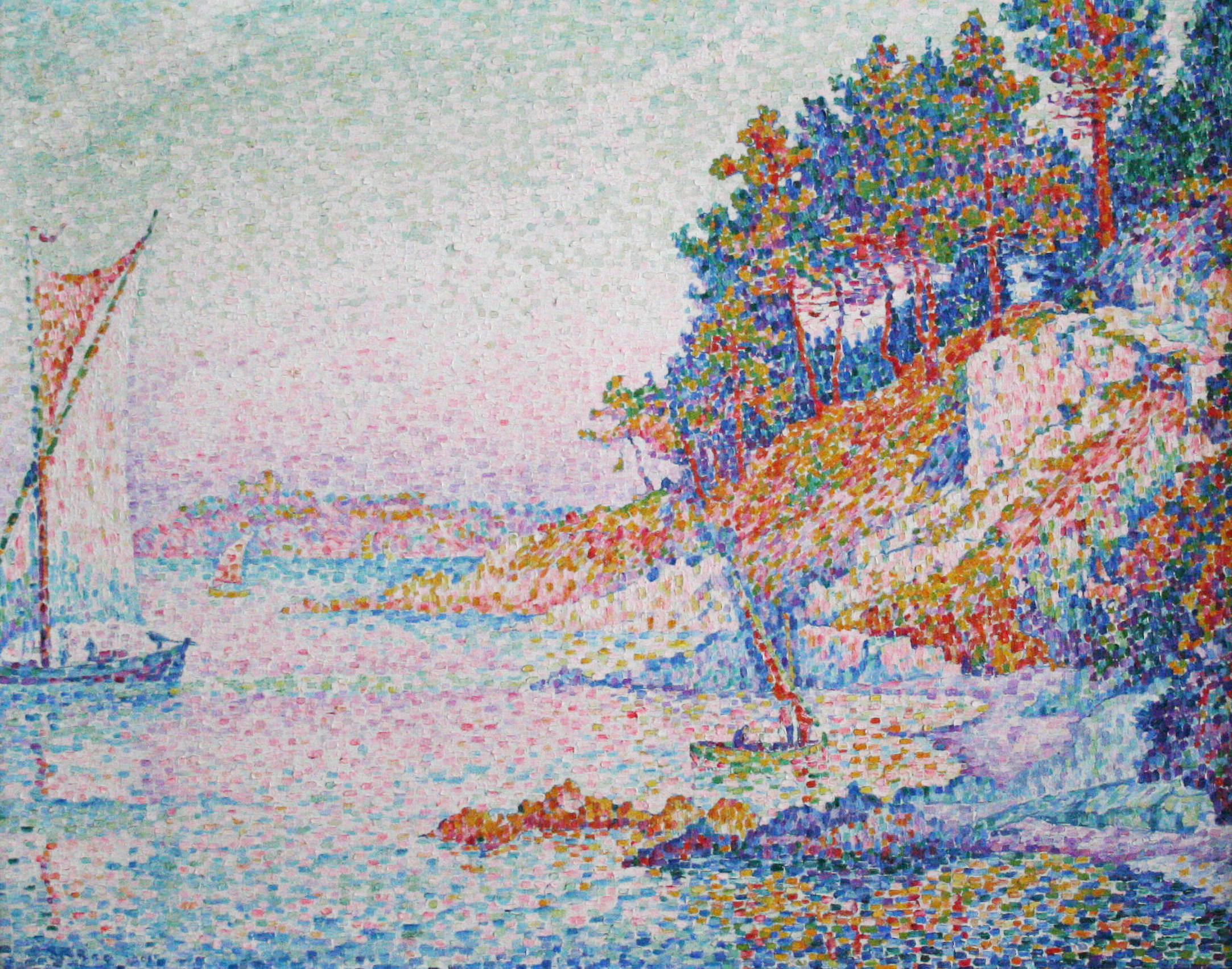
Målningen La Calanque av Paul Signac.

Pointillism (av franskans point ’punkt’) eller divisionism är en konstriktning under det sena 1800-talet. 
Istället för att blanda färgerna på paletten lade konstnären på ren färg i form av små punkter eller klickar på duken. På rätt avstånd ger de av klara färgprickar sönderdelade ytorna ett intryck av färgytor, mer subtila och mättade än som kan uppnås med konventionella metoder. Stilens främsta företrädare är fransmännen Georges Seurat och Paul Signac.